# Ксанф (город)
Ксанф (или Ксант, ликийск.: 𐊀𐊕𐊑𐊏𐊀 Arñna, др.-греч. Ξάνθος, лат. Xanthus, тур. Ksantos) — крупнейший город античной Ликии. Вместе со святилищем Летоон включён в список всемирного наследия ЮНЕСКО. Руины города расположены на территории турецкой провинции Анталья.
Изначально, название города на ликийском языке звучало как Арна. После завоевательных походов Александра Македонского, в результате эллинизации, название трансформировалось в Ксанф.

## История
Основан в начале 1-го тысячелетия до н. э.
В 546 году до н. э. был захвачен персами и полностью разрушен.
В конце IV века до н. э. входил в состав империи Александра Македонского, а с 190 года до н. э. — в независимый союз городов Ликии (Ликийский союз). 
Около 180 года до н. э. известны тираны Лисаний и Эвдем. 
В 42 году до н. э. был покорён и снова разрушен войсками римского военачальника Марка Юния Брута. 
Позже стал частью римской провинции Ликия.

## Культурное наследие
К настоящему времени от древнего города сохранилась лишь небольшая часть, открытая при раскопках, в том числе театр. Наиболее значительными памятниками ликийской культуры, дошедшими до нас, являются характерные надгробные монументы. Они существуют двух видов:
- высеченные в скалах мнимые фасады домов, украшенные резными элементами

- стоящие на возвышении высокие гробницы, построенные в виде домов или окружённые колоннадами.

Наиболее известными сооружениями такого рода являются «монумент гарпий» VI века до н. э., названный так по сохранившемуся на нём рельефу, а также «монумент нереид» V века до н. э. Он не менее богато украшен настенной пластикой и выполнен в форме стоящего на высокой подошве ионического храма. Обе эти гробницы относят к выдающимся произведениям малоазиатско-ионической культуры.
Здесь же был найден наиболее крупный памятник ликийской письменности — ликийско-милийская стела (ок. 380 год до н. э.).

## Галерея

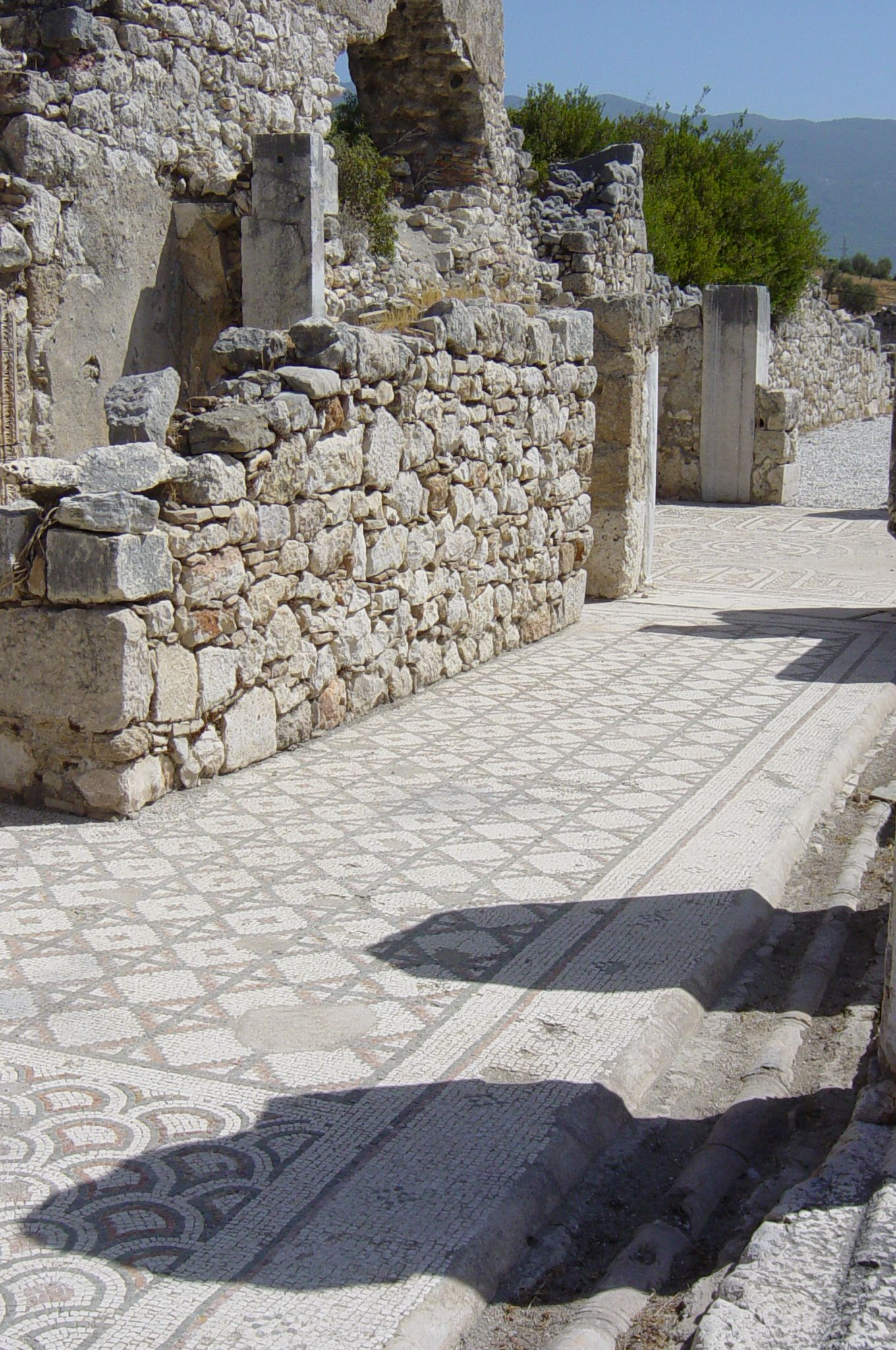
Мозаика на полу
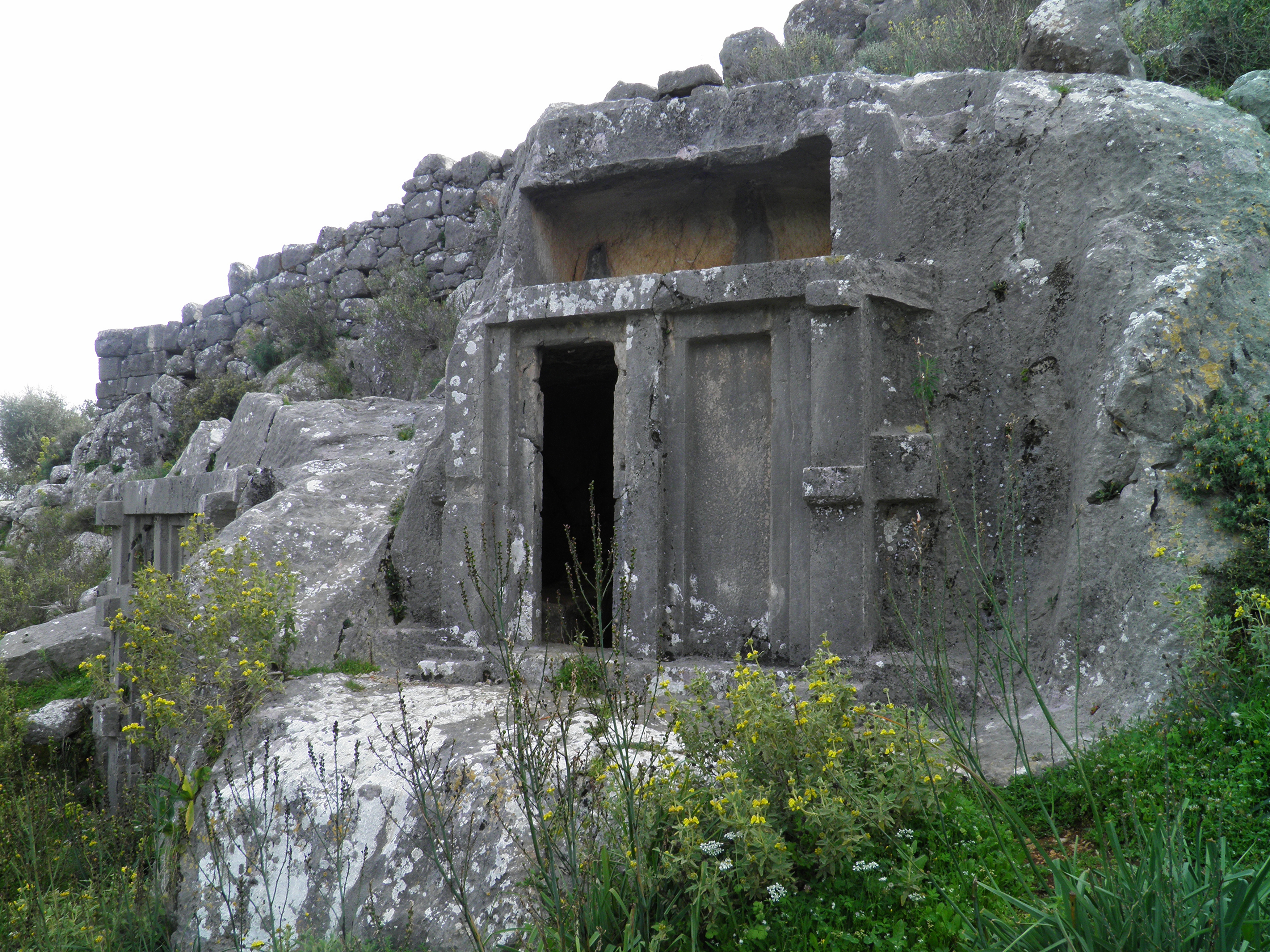
Ликийская гробница, вырезанная из камня
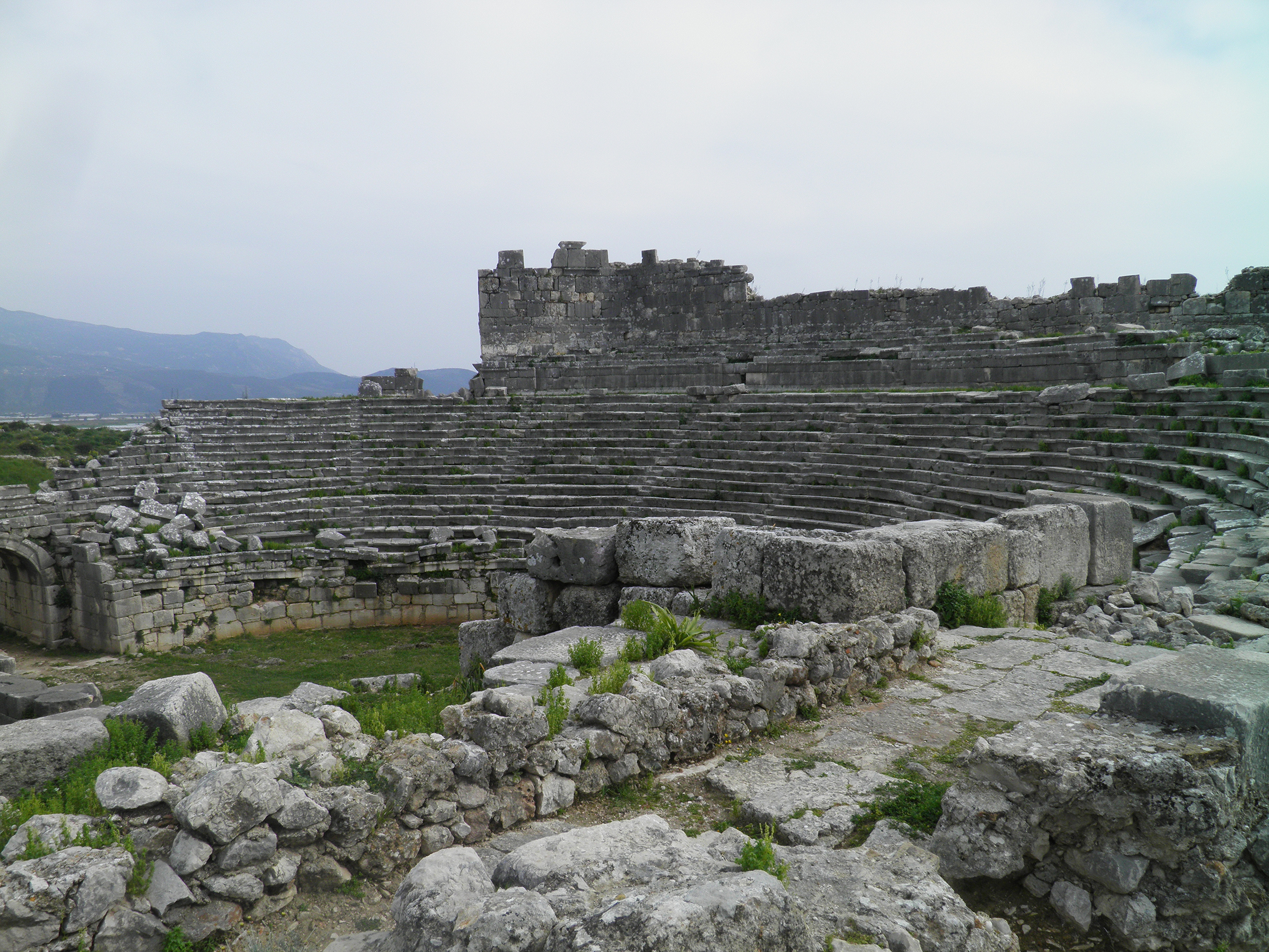
Римский амфитеатр
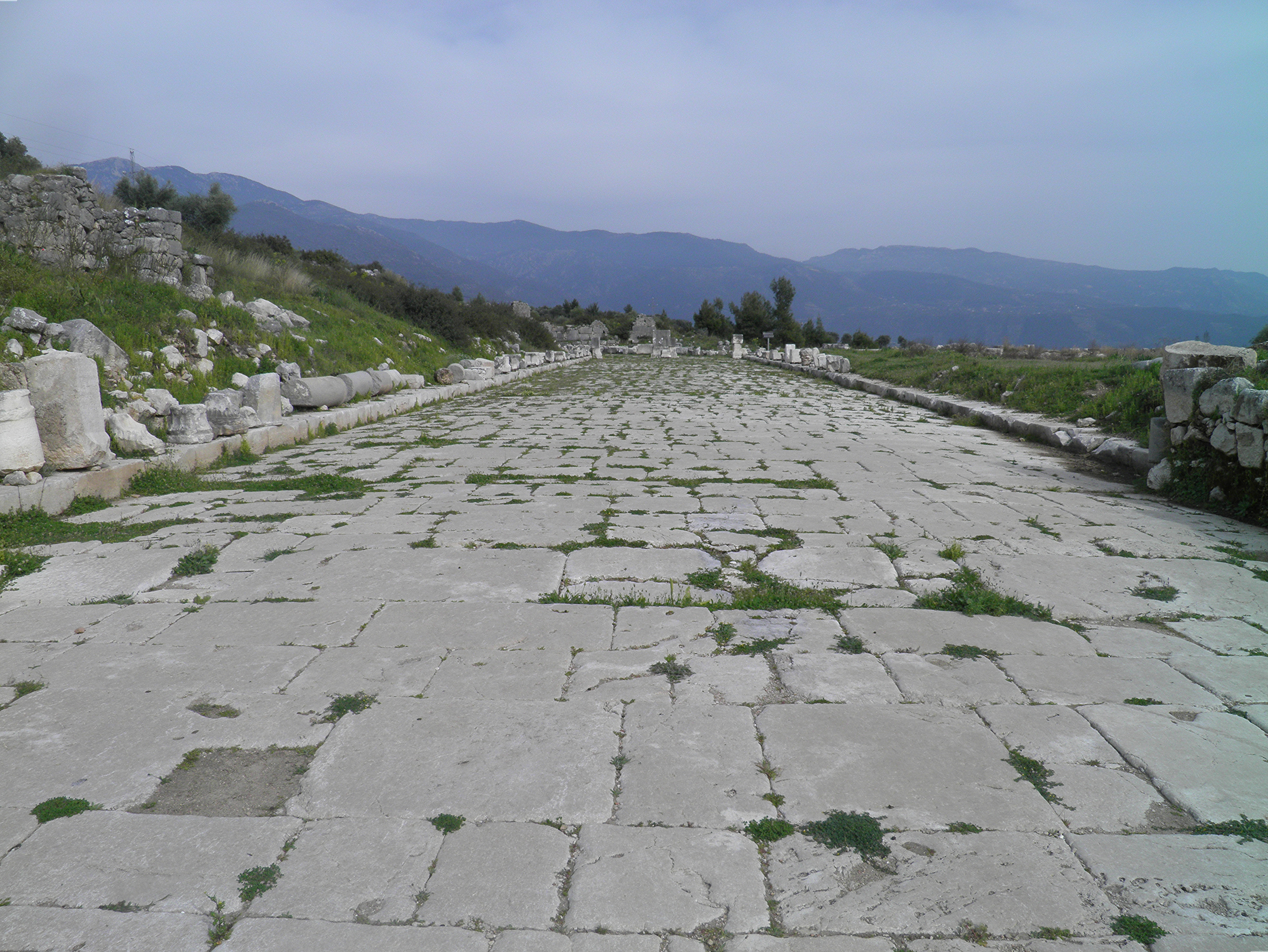
Улица, ведущая с севера на юг
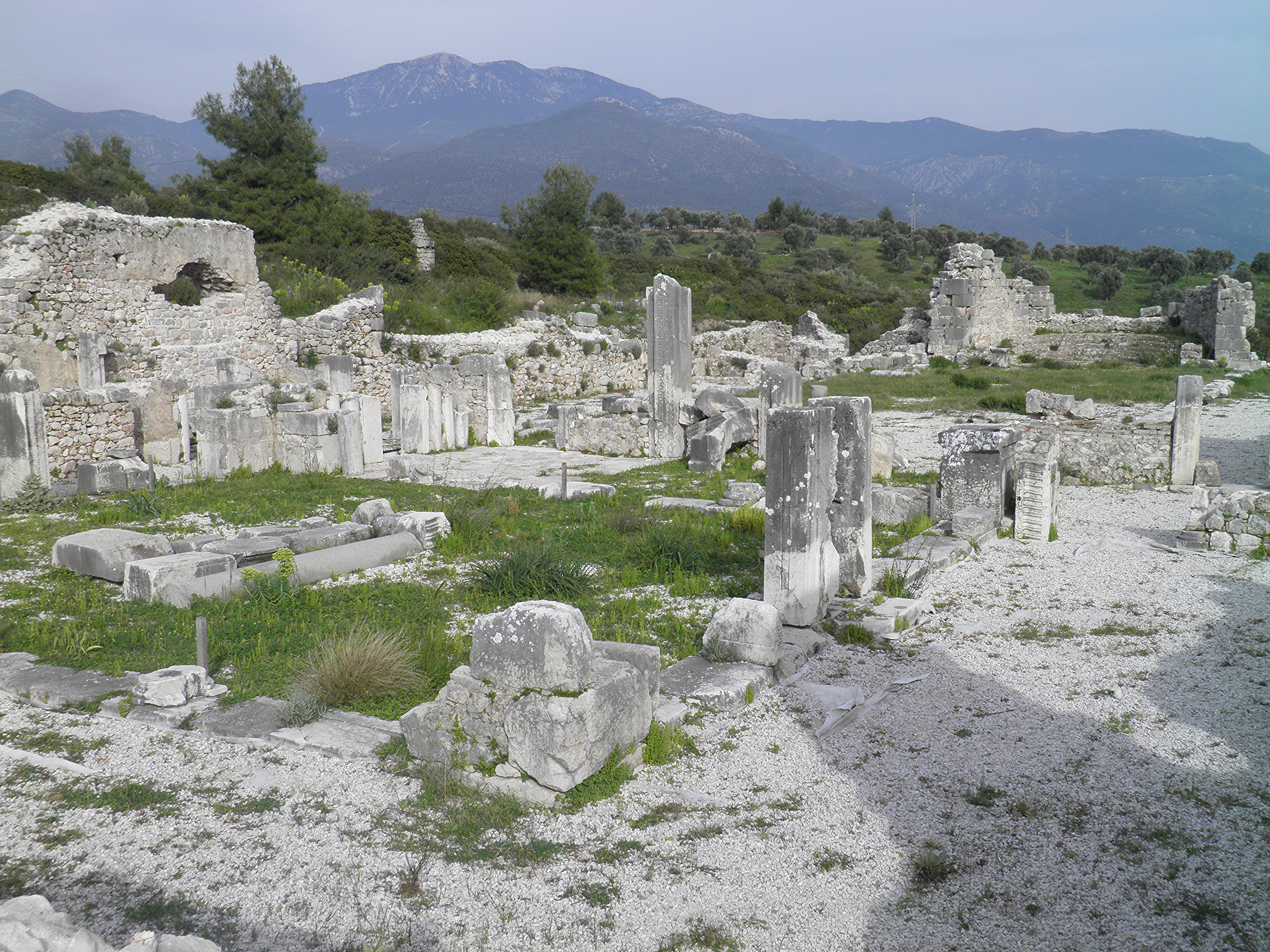
Византийская базилика
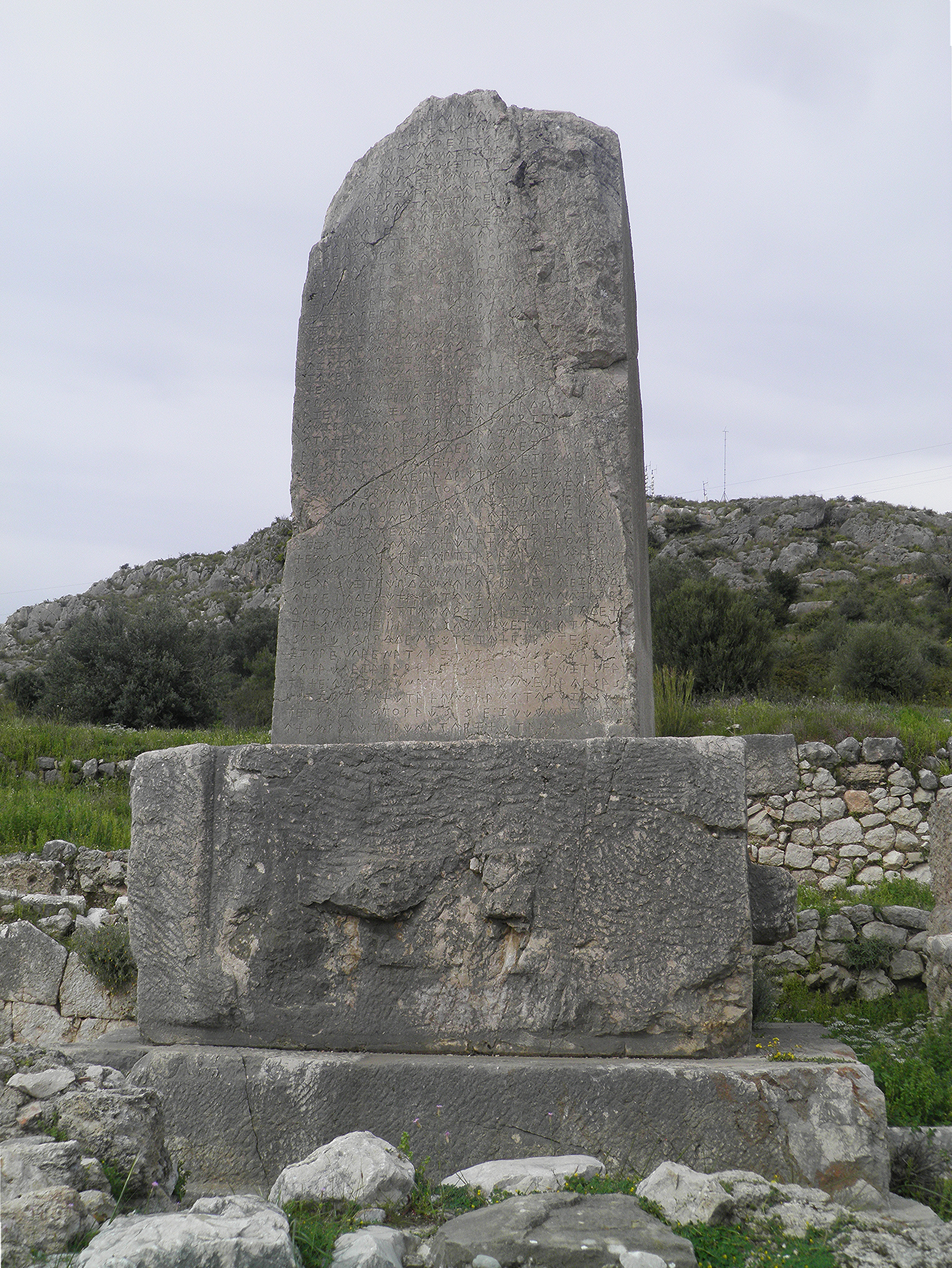
Ликийско-милийская стела
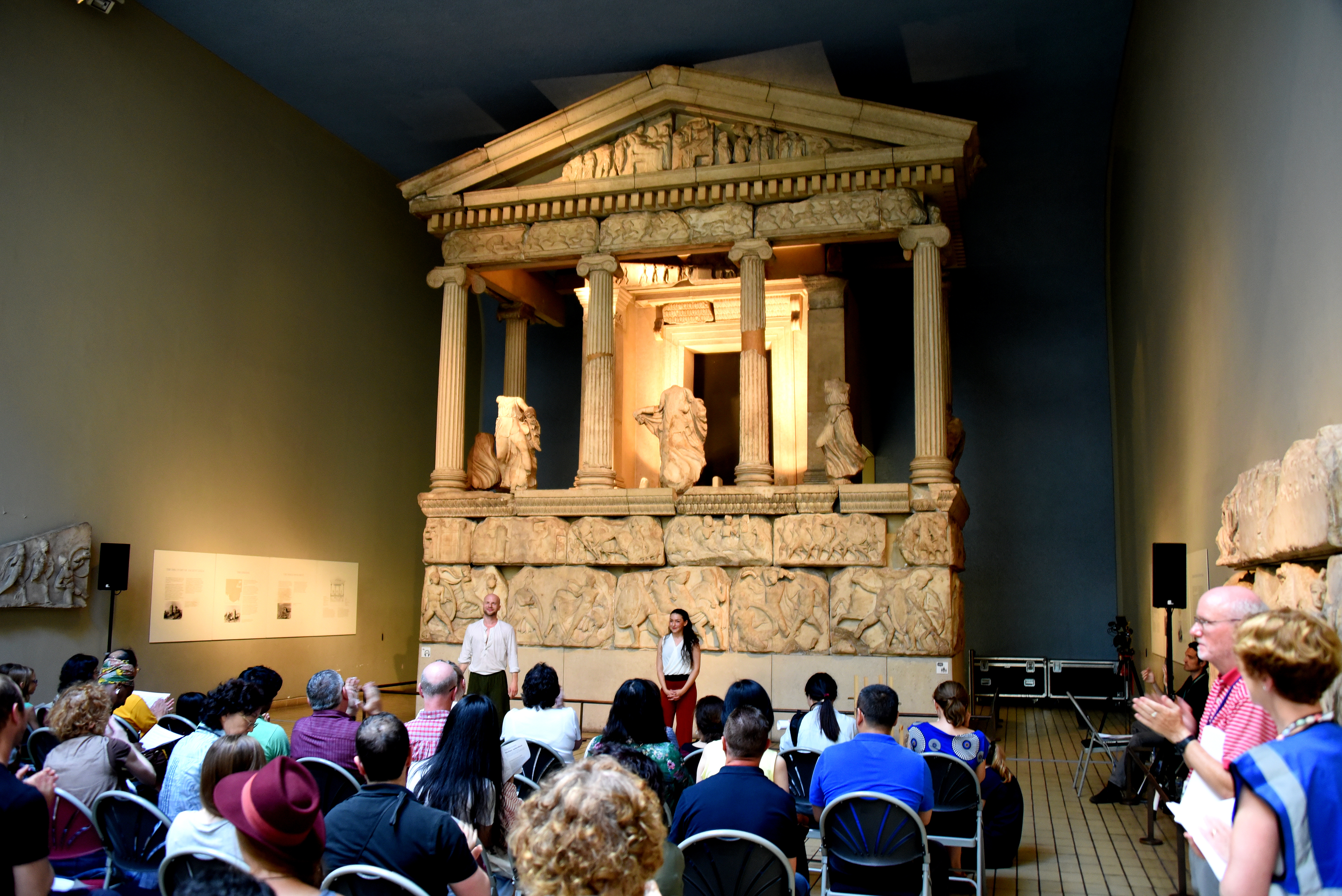
Театральное представление перед реконструкцией монумента нереид в Британском музее